# Lissette
Lissette Álvarez Chorens, thường được gọi là Lissette, (sinh ngày 10 tháng 3 năm 1947) là một ca sĩ, nhạc sĩ và nhà sản xuất thu âm từ Cuba. Bà được biết đến nhiều nhất khi thu âm một phiên bản tiếng Tây Ban Nha - " Total Eclipse of the Heart " của Bonnie Tyler vào năm 1985.

## Đầu đời
Lissette sinh ngày 10 tháng 3 năm 1947, tại Lima, Peru, vào thời điểm cha mẹ bà vốn là các ngôi sao truyền hình Cuba (Olga Chorens và Tony Álvarez) (Olga y Tony), đang lưu diễn ở Nam Mỹ. Khi sống cùng bố mẹ tại Havana, Cuba, Lissette lần đầu thu âm lúc 5 tuổi, đó là bài hát thiếu nhi "El Ratoncito Miguel". Bài hát trở thành hit trong thời gian nhanh chóng.
Bà và chị gái Olguita gửi đến sống ở Hoa Kỳ lúc bà mới 14 tuổi (vào ngày 13 tháng 9 năm 1961) thông qua Chiến dịch Peter Pan, một chương trình do chính phủ Hoa Kỳ tài trợ kết hợp với Cục Phúc lợi Công giáo, vận chuyển 14.000 trẻ em từ Cuba sang Hoa Kỳ. Kế hoạch này được đưa ra để các gia đình có quan điểm phản đối cách mạng Cuba năm 1959, các gia đình sợ chính phủ sẽ ép con cái của mình đi theo chủ nghĩa cộng sản.

## Sự nghiệp
Sau hai năm ở Mỹ, Lissette và chị gái được đoàn tụ với cha mẹ ở Miami và cả gia đình chuyển đến Puerto Rico vào năm 1965, nơi bà sống và làm ca sĩ đến năm 1979. Năm 1977, bà được Univision, Kênh truyền hình ngôn ngữ Tây Ban Nha lớn nhất của Mỹ đại diện cho Hoa Kỳ trong phiên bản thứ sáu của Liên hoan OTI. Bài dự thi của bà mang tên "Si hay amor volverá" (Nếu có tình yêu, anh sẽ trở lại). Bài hát được chào đón nồng nhiệt bởi các hội thẩm quốc gia, đến mức bà giành giải nhì với 8 điểm trong trận đấu với Fernando Casado, người Dominica.
Ở Mỹ Latinh, bà được biết đến với cái tên: "người phiên dịch các bài hát lãng mạn chịu ảnh hưởng phong cách ballad ".

## Gia đình
Bà lần đầu kết hôn với ca sĩ Chucho Avellanet. Họ cùng nhau tổ chức El Show de Chucho y Lissette trên đài Telemundo. Lissette hiện kết hôn với ca sĩ, nhạc sĩ từng đoạt giải Grammy mang tên Willy Chirino. Họ cư trú tại Miami.

## Ủng hộ nền dân chủ ở Cuba
Lissette ủng hộ Yo No Coopero Con La Dictadura (Tôi không hợp tác với chế độ Độc tài).